# لنگاه
لنگاه (به انگلیسی: Langay) یک منطقهٔ مسکونی در پاکستان است که در ناحیه گجرات واقع شده‌است. لنگاه ۳۰٬۰۰۰ نفر جمعیت دارد.